# 佐藤公平
佐藤 公平（さとう こうへい、1954年11月26日 - ）は、日本の実業家。ダイナムジャパンホールディングス取締役会議長兼代表執行役社長、ダイナム取締役会長、パチンコ・チェーンストア協会代表理事などを歴任した。

## 人物・来歴
東京都出身。1980年東京農工大学工学部卒業。1982年テネシー工科大学大学院機械工学科修士課程修了、機械工学修士。1983年タケダ理研工業（現アドバンテスト）入社。1985年コダック入社。
1995年ダイナム入社。1998年ダイナム取締役経営企画室長。1999年ダイナム取締役購買部長。2000年にダイナム代表取締役に就任。2012年パチンコ・チェーンストア協会代表理事。2013年ダイナムジャパンホールディングス代表執行役。2014年ダイナムジャパンホールディングス取締役兼代表執行役。
2015年から兄佐藤洋治の後任としてダイナムジャパンホールディングス取締役会議長兼代表執行役社長、ダイナム取締役会長、ダイナム香港代表取締役兼CEOを務め、チェーンストア展開を進めた。2020年健康上の理由でダイナムジャパンホールディングス取締役顧問に退いた。